# Aconitum zhaojiueense
Aconitum zhaojiueense är en ranunkelväxtart som beskrevs av Wen Tsai Wang och Hsiao. Aconitum zhaojiueense ingår i släktet stormhattar, och familjen ranunkelväxter. Inga underarter finns listade i Catalogue of Life.